# Narodil se Kristus Pán

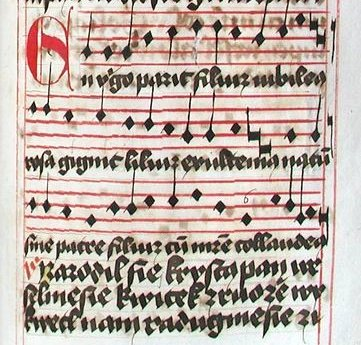
En virgo parit filium - Narodil se Kristus pán, Graduál Českého muzea stříbra v Kutné Hoře

Narodil se Kristus Pán je česká vánoční píseň, původně husitská z 15. století.[zdroj?]

## Text
Tento staročeský nápěv neobsahoval zvětšenou kvartu v začátku, tak jak ji ve všech moderních úpravách bez výjimky slýcháme dnes. Tento čtyřhlasý nápěv z doby Jana Husa v přepisu do současné notace je v příloze níže.
Šestisloká staročeská varianta vánoční písně z doby Husovy (za pozornost stojí rozdílný text v refrénu v páté a šesté sloce):
1) Narodil se Kristus Pán, veselme se,

z růže kvítek vykvet' nám, radujme se!

Z života čistého, z rodu královského,

již nám narodil se.

2) Jenž prorokován jest, veselme se,

ten na svět poslán jest, radujme se!

Z života čistého, z rodu královského,

již nám narodil se.

3) Člověčenství naše, veselme se,

ráčil vzíti na se, radujme se!

Z života čistého, z rodu královského,

již nám narodil se.

4) Goliáš  obloupen, veselme se,

člověk jest vykoupen, radujme se!

Z života čistého, z rodu královského,

již nám narodil se.

5) Ó milosti Božská, budiž s námi;

dejž, ať zlost ďábelská nás nemámí.

Pro Syna milého, nám narozeného,

smiluj se nad námi!

6) Dejž dobré skončení, ó Ježíši,

věčné utěšení věrných duší!

Přijď nám k spomožení, zbav nás zatracení

pro své narození.

## Historie

Narodil se Kristus Pán, úprava uveřejněná ve sborníku Písně cestou života z roku 1889, str. 148 (sestavil a vlastním nákladem vydal L. B. Kašpar).
Refrén je zde zakončen u prvních čtyř slok veršem „z rodu královského, již nám narodil se“. Pátá a šestá sloka pocházejí z novější doby a refrén je specifický dle významu sloky.

Nejstarší notované zápisy této koledy pocházejí z přelomu 15. a 16. století. Ve Franusově kancionálu z roku 1505 nacházíme incipit této písně, v Graduálu Českého muzea stříbra v Kutné Hoře celý notový zápis. V obou pramenech je píseň zapsána v třídobém rytmu (tempus perfectum), text je v české i latinské verzi En virgo parit filium.
Dále se vyskytuje v řadě dalších pramenů, například v roce 1522 v utrakvistickém Miřínského kancionálu (Kněze Václava Miřínského písně staré gruntovní a velmi utěšené).
Šestisloká píseň uvedená shora má první čtyři sloky zakončené refrénem Z života čistého, z rodu královského, již nám narodil se. (var.: ...nám nám narodil se). Pátá a šestá sloka jsou novější a nemají tento refrén, vyšly v roce 1636 ve slovenském evangelickém zpěvníku Cithara sanctorum, vydaném Jiřím Třanovským v Levoči. Prapůvod těchto novějších slok je ale již znám z Jistebnického kancionálu z roku 1420.
Píseň vyšla v Jednotném kancionálu (č. 201), Evangelickém zpěvníku (č. 281, s. 412–413; 1979), zpěvníku Buď tobě sláva (č. 68, s. 113; 1983), Já, písnička (první čtyři sloky, s. 164; druhý díl 1993) a mnoha dalších.
Přibližně od roku 1520 je doložena německá verze pod názvem Freu' dich Erd' und Sternenzelt, která byla zpívána zejména Němci v českých zemích.

## Skladatelské inspirace
Téma české vánoční hymny Narodil se Kristus Pán zpracovali ve formě varhanního postludia četní varhaníci. Jednota Musica sacra opublikovala taková postludia jednak v ediční řadě Varhanní preludia VI. Preludia na písně z Kancionálu – Vánoční; dále je pravidelně vydává jako přílohy Zpravodaje Musica sacra od autorů:
- František Fiala (Zpravodaj Musica sacra 5/2018)
- Karol Frydrych (Zpravodaj Musica sacra 5/2018, Zpravodaj Musica sacra 5/2019)
- Petr Chaloupský (Zpravodaj Musica sacra 5/2018)
- Jiří Lang (Zpravodaj Musica sacra 5/2019)
- Ondřej Múčka (Zpravodaj Musica sacra 5/2019)
- David Postránecký (Zpravodaj Musica sacra 5/2018)
- Vojtěch Říhovský (Zpravodaj Musica sacra 5/2019)